# 6524 Baalke
6524 Baalke è un asteroide della fascia principale. Scoperto nel 1992, presenta un'orbita caratterizzata da un semiasse maggiore pari a 2,3517645 UA e da un'eccentricità di 0,0930871, inclinata di 22,18085° rispetto all'eclittica.
L'asteroide è dedicato a Ron Baalke, ingegnere informatico al Jet Propulsion Laboratory.